# Guilherme Alvim Marinato
Guilherme Alvim Marinato (russisch Гилерме Алвим Маринато / Gilerme Alwim Marinato; * 12. Dezember 1985 in Cataguases, Minas Gerais, Brasilien), genannt Guilherme, ist ein russischer Fußballtorhüter brasilianischer Herkunft. Er spielt bei Lokomotive Moskau.

## Karriere

### Verein
Guilherme begann seine Laufbahn beim Athletico Paranaense. 2007 wechselte er zu Lokomotive Moskau; er ist der erste brasilianische Torhüter im russischen Profifußball.

### Nationalmannschaft
Am 23. November 2015 nahm Guilherme die russische Staatsbürgerschaft an. Daraufhin wurde er für zwei Testspiele Russlands gegen Litauen und Frankreich nominiert. Am 26. März 2016 gab er schließlich sein Debüt im Spiel gegen Litauen, als er in der 46. Spielminute für Stanislaw Krizjuk eingewechselt wurde. Er ist der erste eingebürgerte Nationalspieler in der russischen Nationalmannschaft.
Bei der Fußball-Europameisterschaft 2016 in Frankreich wurde er als zweiter Ersatztorwart in das russische Aufgebot aufgenommen, kam aber nicht zum Einsatz.

## Erfolge
- Russischer Meister: 2018

## Privatleben
Im März 2009 heiratete Guilherme seine langjährige Freundin Raffaela. Nach der Hochzeit, die in Brasilien stattfand, zog Raffaela zu ihrem Mann nach Moskau. Das Paar hat zwei Töchter (* 2012 und * 2014). Die Familie lebt in der Kleinstadt Angelowo in der Oblast Moskau.
Guilherme ist gläubiger, römisch-katholischer Christ und besucht gerne die Kathedrale in Moskau. Er hat zwei Tätowierungen mit religiösem Hintergrund.